# Дом З. Б. Усманова
Дом З. Б. Усманова (дом З. Б. Усманова — Б.-Ф. Х. Апанаевой) — историческое здание в Казани, в Старо-Татарской слободе, на улице Каюма Насыри, дом 40. Построен в середине XIX века. Объект культурного наследия регионального значения.

## История
Дом построен для купца Зиганши Бикмухаметовича Усманова по образцовому проекту архитектора А. И. Песке в 1853 году. Вместе с домом на дворовом участке действовал небольшой мыловаренный завод. В 1872 году дом и завод унаследовал сын купца Султан-Абдулгазиз. В 1898 году помещение завода (не сохранилось) расширено по проекту архитектора Б. М. Нилуса. Однако уже в 1900 году обедневший купец продал дом почётной потомственной гражданке Биби-Фатиме Хасановне Апанаевой.

## Архитектура
Дом имеет два этажа с антресолями, он построен по образцовому проекту в стиле классицизма. Дом покрыт вальмовой крышей. В плане дом имеет прямоугольную форму с двумя выступами, в которых находятся входы и лестницы, со стороны двора. Один из этих выступов находится с боковой стороны и виден с улицы. Выходящий на красную линию улицы фасад имеет 5 оконных осей. Детали декора побелены, первый этаж рустован. Окна в рамочных наличниках, на первом этаже — прямоугольные с подоконными нишами и филёнками, зрительно удлиняющими их, на втором — полуциркульные, с профилированными архивольтами. Фасад делится горизонтально подоконными тягами обоих этажей, профилированными междуэтажным и венчающим карнизами. Частично сохранились со стороны двора лепные гирлянды, украшавшие фриз.